# Nanthiat
Nanthiat är en kommun i departementet Dordogne i regionen Nouvelle-Aquitaine i sydvästra Frankrike. Kommunen ligger i kantonen Lanouaille som tillhör arrondissementet Nontron. År 2022 hade Nanthiat 239 invånare.

## Befolkningsutveckling
Antalet invånare i kommunen Nanthiat
Referens:INSEE